# Limfjordsskolen
Limfjordsskolen i Løgstør er en specialkostskole for unge udviklingshæmmede. Skolen blev oprettet under Åndssvageforsorgen i 1969 af daværende undervisningsleder i Nordjyllands Amt, Leo H. Jensen (1924-1997), der som Limfjordsskolens første leder, 1969-1976, også havde fastlagt de pædagogiske principper. Limfjordsskolen overgik i 1980 til Nordjyllands Amt og drives fra 1/1 2007 af Vesthimmerlands Kommune. Skolen har 44 elever i alderen 17-20+ år. Opholdet er normalt 3-årigt. Undervisningen er projektorienteret og primært rettet mod at gøre eleverne nysgerrige, åbne og tolerante. Internationale relationer prioriteres højt, blandt andet gennem teater- og musiksamarbejde med gensidige besøg (Frankrig, Belgien, Tyskland, Holland, Litauen, Letland, Spanien, Portugal, Japan, USA).
Undervisningen sker i henhold til lov om særligt tilrettelagt ungdomsuddannelse (STU), mens døgnopholdets lovgrundlag er serviceloven. Undervisningen organiseres i linjehold (i 2009 kunst, krop og sundhed, maritim, natur og friluftsliv samt teater) og rummer udover det specifikke linjefag også almene emner som samfund, miljø, kultur, historie og international orientering.
Skolen har 25 pædagoger og 12 lærere ud over administration og TAP-personale. Den ledes af en forstander. Fra 1976 til 2007 var Poul Christiansen skolens leder; han blev afløst af Klaus Munch i 2008, som blev afløst af nuværende forstander Jens Lyngby pr. 1. februar 2018.
Skolen rummer også et kunst- og teaterværksted (indtil 2009 kaldt Daghøjskolen) for voksne, eksterne elever. KTV har specialiseret sig i teater og kunst. Desuden beskæftiger skolens køkken fem voksne udviklingshæmmede i dagbeskæftigelse.
Limfjordsskolens budget er i 2009 på 22 mio. kroner, der finansieres af elevernes hjemkommuner samt gennem en delvis egenbetaling fra de elever, der modtager førtidspension.
I skolens bestyrelse sidder repræsentanter for byrådet i Vesthimmerlands Kommune, Kommunekontaktrådet (KKR), forældreorganisationen LEV, personale og elever. 
Efter elevernes typisk tre år på skolen, fortsætter mange i kombinerede bo- og aktivitetsinstitutioner som Lounsgaarden ved Hvalpsund, Møllehuset i Brønderslev og Socialpædagogisk Kollektiv i Ranum, mens andre flytter direkte ud i kommunale bofællesskaber, normalt i deres oprindelige hjemkommune, som også tilbyder dem dagbeskæftigelse i aktivitetshuse eller på beskyttede værksteder.